# Притча про весільний бенкет
При́тча про Весі́льний Бенке́т — це притча про царя який справляв весілля та ніхто на нього не прийшов.

## Оригінальний текст
| Євангеліє                | Цитата |
| ------------------------ | --- |
| Від Матвія (Мт. 22:2-14) | \| \| "Царство Небесне подібне до царя, що справляв весілля свого сина. Він послав слуг, щоб вони покликали запрошених, але ті не хотіли приходити. Він знову послав слуг, навчивши їх: "Скажіть усім запрошеним: «Слухайте! Все вже приготовано для весілля, бичків та іншу худобу вже забито, і страви вже на столі. Приходьте на весілля!» Але ніхто на те не звернув уваги, і всі розійшлися — один повернувся до роботи в полі, другий до інших справ. Всі інші, що були запрошені, схопили слуг, познущалися з них, а потім убили. Тоді цар розгнівався й послав своє військо, і покарав убивць, а їхнє місто спалив. І сказав цар своїм слугам: «Усе готове для весілля, але ті, що були запрошені, не достойні бути на ньому. Отже, вийдіть на вулиці й на кожному розі запрошуйте, кого побачите». Тоді слуги пішли й запросили всіх, кого побачили, — як добрих, так і лихих людей. Весільна зала була повна гостей. Але коли цар увійшов і подивився на гостей, то побачив серед них чоловіка в простому вбранні. Цар звернувся до нього: «Друже, як же ти увійшов сюди, не вбравшись у весільне?» Але той мовчав. Тоді цар наказав своїм слугам: «Зв'яжіть йому руки й ноги та й киньте до темної, де тільки ридання і скрегіт зубів. Бо багато покликаних, але мало вибраних». \| |
|                          | "Царство Небесне подібне до царя, що справляв весілля свого сина. Він послав слуг, щоб вони покликали запрошених, але ті не хотіли приходити. Він знову послав слуг, навчивши їх: "Скажіть усім запрошеним: «Слухайте! Все вже приготовано для весілля, бичків та іншу худобу вже забито, і страви вже на столі. Приходьте на весілля!» Але ніхто на те не звернув уваги, і всі розійшлися — один повернувся до роботи в полі, другий до інших справ. Всі інші, що були запрошені, схопили слуг, познущалися з них, а потім убили. Тоді цар розгнівався й послав своє військо, і покарав убивць, а їхнє місто спалив. І сказав цар своїм слугам: «Усе готове для весілля, але ті, що були запрошені, не достойні бути на ньому. Отже, вийдіть на вулиці й на кожному розі запрошуйте, кого побачите». Тоді слуги пішли й запросили всіх, кого побачили, — як добрих, так і лихих людей. Весільна зала була повна гостей. Але коли цар увійшов і подивився на гостей, то побачив серед них чоловіка в простому вбранні. Цар звернувся до нього: «Друже, як же ти увійшов сюди, не вбравшись у весільне?» Але той мовчав. Тоді цар наказав своїм слугам: «Зв'яжіть йому руки й ноги та й киньте до темної, де тільки ридання і скрегіт зубів. Бо багато покликаних, але мало вибраних».          |

### Пояснення
У цій притчі про весільний бенкет Ісус Христос описує суть Царства Божого, котре Бог приготовив людям.
Хоча, цар двічі запрошував до себе гостей на весілля. Але невдячні гості не прийшли і після другого запрошення. Тут в особі царя треба розуміти Бога, який не раз закликав народ до покори, дотримання Своїх заповідей через пророків. Мало того, деякі з них навіть схопили, знущалися і вбивали слуг Божих і не послухали Господа. За це Бог посилав кару на людей: різні природні катаклізми, землетруси, вулкани, наводнення, війни, урагани тощо.
У цій притчі, мабуть, Ісус наводить нас на роздуми щодо цих наслідків, які терпітимуть ще народи за те, що відкинули Спасителя і не живуть по Божому. Адже Бог від Адама і Єви приготував народові райське життя — Царство Боже. Але перші люди своїм спокусливим гріхом не прийняли Царства Божого.
І ось з приходом на землю Ісуса Христа Господь знову запрошує Свій обраний народ до Свого Царства на гостювання. Але ні проповіді Івана Предтечі, ні Вчення Самого Ісуса та Його учнів більшість людей не чує і не відгукується на заклик Божий. Мало того, цей рід навіть замучить на хресті Спасителя нашого.
Деякі запрошені, як бачимо, так чинили — ловили рабів, знущалися над ними та вбивали їх. «Розгнівався цар, послав своє військо і вигубив вбивць та спалив їх місто» — і це, як ми знаємо, сталося через 70 років після Різдва Христового, коли відбудеться масовий мор ізраїльтян і буде зруйнований їх храм.
Хоча все для весільного бенкету, себто для входження у Царство Боже, вже готове. До нього закликаються всі: і добрі, і злі.
Тут прообразом весільного бенкету є Царство Господнє, яке ще настане на нашій землі тоді, коли люди виправляться, бо ще пророк Ісая писав: «І вчинить Господь Саваот на горі цій гостину з вин молодих, зі шпигового товщу, з очищених вин молодих. І Він на горі цій понищить заслону, заслону над усіма народами та покриття над усім людом. Смерть знищена буде назавжди, і витре сльозу Господь Бог з обличчя усякого і ганьбу народу Свого Він усуне з усієї землі, бо Господь це сказав».
Але як бачимо з притчі, щоб потрапити до Царства Божого кожному з нас, кожному окремо треба приготовитися, себто жити за Законами Божими і неухильно їх виконувати. Про це свідчить той факт, що один чоловік не приготовився, бо «не одягнув весільного одягу», себто був великим і непоправним грішником, через що й кинули його у темряву, до пекла, де страждають відлучені від Бога, й там для них «і плач, і скреготіння зубів».
Отже, хоч Царство Боже (весільний бенкет) вбирає в себе необмежену кількість людей всіх рас, всякого походження і кольору шкіри, але туди йде суворий Господній відбір: «багато званих, але мало вибраних».